# Clone (série télévisée)
Clone est une série télévisée humoristique britannique en six épisodes de 28 minutes diffusée du 17 novembre au 22 décembre 2008 sur la BBC Three.
Cette série est inédite dans les pays francophones.

## Synopsis
Elle raconte l'histoire d'un scientifique de génie qui a créé un clone destiné à devenir un soldat de haut niveau mais dont la création souhaite plus faire l'amour que tuer. Pour tenter de sauver son poste, Victor s'enfuit avec sa création.

## Distribution
- Mark Gatiss : Colonel Black
- Fiona Glascott : Rose Bourne
- Oliver Maltman (en) : Ian, l'assistant de Victor
- Stuart McLoughlin (en) : Clone, AKA Albert
- Jonathan Pryce : Dr. Victor Blenkinsop
- Simon Bird : Lazy Pete

## Épisodes
1. titre français inconnu (Alive)
2. titre français inconnu (Albert)
3. titre français inconnu (The Line)
4. titre français inconnu (The Ian Cam)
5. titre français inconnu (Dude)
6. titre français inconnu (The Librarian)